# 荷里活 (電視迷你劇)
《荷里活》（英語：Hollywood）是一部美國網絡電視迷你劇，主演有大衛·科倫斯韋、達倫·克里斯、蘿拉·哈里爾、喬·曼特洛、迪倫·麥狄蒙、傑克·皮克金、傑瑞米·波普、霍兰·泰勒、莎瑪拉·韋榮、吉姆·帕森斯和帕蒂·卢波内。本劇由萊恩·墨菲和伊恩·布倫南創作。於2020年5月1日在Netflix播放。
這部迷你劇講述在第二次世界大戰後的荷里活黃金時代期間，一群有抱負的演員和電影制作人為了實現自己的夢想而努力奮鬥的故事。本劇得到褒貶不一的評價。

## 演員

### 主演
- 大衛·科倫斯韋 飾 Jack Castello
- 達倫·克里斯 飾 Raymond Ainsley
- 蘿拉·哈里爾 飾 Camille Washington
- 喬·曼特洛（英语：Joe Mantello） 飾 Richard "dink" Samuels
- 迪倫·麥狄蒙 飾 Ernest "Ernie" West
- 傑克·皮克金（英语：Jake Picking） 飾 洛克·哈德森
- 傑瑞米·波普 飾 Archie Coleman
- 霍兰·泰勒 飾 Ellen Kincaid
- 莎瑪拉·韋榮 飾 Claire Wood
- 吉姆·帕森斯 飾 亨利·威爾森（英语：Henry Willson）
- 帕蒂·卢波内 飾 Avis Amberg

### 常設
- 莫德·阿帕托 飾 Henrietta Castello
- 美娜·蘇雲露 飾 Jeanne Crandall
- 楊雅慧 飾 黃柳霜

### 客串
- 洛·雷納 飾 Ace Amberg
- Brian Chenoweth 飾 Lon Silver
- 拉蒂法女皇 飾 哈蒂·麦克丹尼尔
- Katie McGuinness 飾 慧雲·李
- 佩姬·布魯斯特（英语：Paget Brewster） 飾 塔卢拉·班克黑德
- 丹尼爾·倫頓（英语：Daniel London） 飾 喬治·丘克
- 比利·包依德 飾 諾爾·克華德
- 哈里特·桑賽姆·漢理斯（英语：Harriet Sansom Harris） 飾 愛蓮娜·羅斯福
- 艾莉森·萊特（英语：Alison Wright） 飾 Ms. Roswell

## 集數
| 集數 | 標題                           | 導演          | 編劇                                     | 上線日期     |
| ---- | ------------------------------ | ------------- | ---------------------------------------- | ------------ |
| 1    | "Hooray For Hollywood"         | 萊恩·墨菲     | 萊恩·墨菲 & 伊恩·布倫南                  | 2020年5月1日 |
| 2    | "Hooray For Hollywood: Part 2" | 丹尼爾·米納漢 | 萊恩·墨菲 & 伊恩·布倫南                  | 2020年5月1日 |
| 3    | "Outlaws"                      | 麥可·阿彭達   | 萊恩·墨菲 & 伊恩·布倫南                  | 2020年5月1日 |
| 4    | "(Screen) Tests"               | 珍妮特·莫克   | 伊恩·布倫南 & 珍妮特·莫克 & 萊恩·墨菲    | 2020年5月1日 |
| 5    | "Jump"                         | 麥可·阿彭達   | 萊恩·墨菲 & 伊恩·布倫南                  | 2020年5月1日 |
| 6    | "Meg"                          | 珍妮特·莫克   | 伊恩·布倫南 & 珍妮特·莫克 & Reilly Smith | 2020年5月1日 |
| 7    | "A Hollywood Ending"           | 虞琳敏        | 伊恩·布倫南 & 萊恩·墨菲                  | 2020年5月1日 |

## 外部連結
- 在Netflix上觀看《荷里活》
- 互联网电影数据库（IMDb）上《荷里活》的资料（英文）